# Sindrome di Löfgren
La sindrome di Löfgren  è un tipo di sarcoidosi particolarmente frequente in donne di popolazione Scandinava, Africana, Portoricana.
Fu caratterizzata per la prima volta nel 1953 da Seven Halfer Löfgren, un clinico svedese.

## Presentazione clinica
La sindrome è caratterizzata da:
- ingrossamento dei linfonodi degli ili polmonari (linfoadenopatia ilare), visibile alla radiografia e alla TC del torace;
- eritema nodoso;
- febbre;
- artralgie, specialmente agli arti inferiori.

## Prognosi
Buona: più del 90% dei pazienti con questa patologia guariscono entro 2 anni.
N.B.: diagnosi differenziale con lupus pernio, con prognosi molto più infausta.